# Axonopus
Axonopus P.Beauv. é um género botânico pertencente à família Poaceae, subfamília Panicoideae, tribo Paniceae.
É um gênero composto por aproximadamente 180 espécies. Ocorrem na África, Ásia, Australásia, Pacífico, América do Norte e América do Sul.

## Sinônimos
- Anastrophus Schltdl.
- Cabrera Lag.
- Lappagopsis Steud.

## Principais espécies
| - Axonopus arundinaceus G. A. Black - Axonopus carajasensis M. Bastos - Axonopus columbiensis Henrard - Axonopus deludens Chase - Axonopus derbyanus G. A. Black - Axonopus gracilis G. A. Black - Axonopus grandifolius Renvoize - Axonopus kaiatukensis Swallen - Axonopus maguirei G. A. Black - Axonopus mexicanus G. A. Black - Axonopus paschalis Pilg. | - Axonopus poiophyllus Chase - Axonopus purpurellus Swallen - Axonopus ramosus Swallen - Axonopus rivularis G. A. Black - Axonopus rupestris Davidse - Axonopus steyermarkii Swallen - Axonopus stragulus Chase - Axonopus suffultiformis G. A. Black - Axonopus swallenii G. A. Black - Axonopus tenuis Renvoize - Axonopus yutajensis G. A. Black |

- «PPP-Index Lista de espécies»